# Scutogerulus pelophilus
Scutogerulus pelophilus är en kräftdjursart som beskrevs av Edward Bradford 1969. Scutogerulus pelophilus ingår i släktet Scutogerulus och familjen Arietellidae. Inga underarter finns listade i Catalogue of Life.